# 旺德尔 (列日)
旺德尔（法語：Wandre，法語發音：[wɑ̃dʁ]）是比利时列日省列日的片区。旺德尔原为一独立市镇，1977年1月1日，旺德尔与列日和邻近的7个市镇外加属于市镇乌格雷的街区斯克莱桑合并，组成了今天的列日市镇，旺德尔成为了列日的一个片区。